# Mateu Figuerola i Niubó
Mateu Figuerola i Niubó, (Bellpuig, Catalunya, 1955), és un polític identitari de Catalunya, fundador i president del partit polític Partit per Catalunya.
Des de maig de 2003 fins al maig de 2015 va ser regidor de l'Ajuntament de Cervera.
Va romandre a AP entre 1979 i 1997, ja com a PP. Poc després va ingressar a UDC, fins que va abandonar la formació en 2002. El 2003 va ser detingut, jutjat i condemnat per intentar cremar la mesquita de Cervera. La pena es va reduir a 25 euros de multa. El 2007, Figuerola va protagonitzar una escissió de PxC, que va donar peu a la formació del Partit per Catalunya (PxCat).
A les europees de 2009 fou candidat del Movimento Social Republicano (MSR), una formació neonazi amb seu a Barcelona que defensa la unitat nacional d'Espanya.
Al febrer de 2010, el Partit per Catalunya fa públic que es presentarà a les eleccions al Parlament i que Mateu Figuerola i Niubó en serà el candidat per Barcelona.